# 佐藤栄右衛門

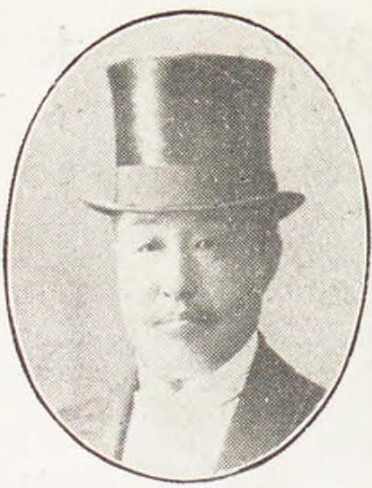
佐藤栄右衛門

2代佐藤 栄右衛門（さとう えいえもん、1862年8月14日（文久2年7月19日） - 1917年（大正6年）1月23日）は、日本の政治家、漁業家、実業家。衆議院議員。幼名・幾太郎。

## 経歴
蝦夷地箱館（現・函館市）で佐藤重三郎の息子として生まれる。明治2年6月（1869年）、歌棄郡（現・寿都郡）の漁業家、初代・佐藤栄右衛門の養子となる。1885年に養父の隠退に伴い家督を相続し栄右衛門を襲名。歌棄郵便局長、歌棄水産物営業人組合納税委員、歌棄村惣代人、歌棄郡惣代人、歌棄水産組合頭取、学務委員、寿都外三郡聯合漁業組合副会長、歌棄水産税区会議員、歌棄水産組合組長、寿都外三郡水産組合聯合会組長、歌棄村会議員、寿都銀行頭取、寿都汽船取締役、寿都倉庫重役、後志興農監査役、北海道会議員などを歴任。
1915年3月、第12回衆議院議員総選挙で北海道庁函館外三支庁管内から出馬して当選し憲政会に所属。衆議院議員在任中に死去した。